# Beykozspor
Beykoz 1908 Sports Club wurde 1908 im Istanbul Stadtteil Beykoz gegründet und ist ein Sportverein, der in Sparten wie Fußball und Basketball tätig ist. Es hat gelb-schwarze Farben.
Der Verein hat türkische und Istanbuler Meisterschaften in vielen Sparten wie Fußball, Basketball und Boxen.
Es ist neben Fenerbahçe, Pendikspor und Ümraniyespor eines der vier Teams der anatolischen Seite Istanbuls, die in der Süper Lig antraten.
Seit der Saison 2013/14 tritt das Unternehmen jedoch in der Istanbul Super-Amateur-Liga an, wobei die 16 Mannschaften der Gruppe der Super-Amateur-Klasse, die in der Saison 2019/20 durch den Covid-19-Prozess unterbrochen wurde, in die Regionalliga aufgestiegen sind aufgrund der Entscheidung des Verbandes werden sie in der Saison 2020–2021 in der Regional Amateur League antreten. Sie konnten im Kampf um die Regional Amateur League nicht den gewünschten Erfolg erzielen und stiegen in die Super Amateur League ab.

## Geschichte
Der Verein wurde 1908 gegründet und spielte lange Zeit in der İstanbul Profesyonel Ligi.
Im Sommer 1959 war der Verein Gründungsmitglied der neu eingeführten und der landesweit ausgetragenen höchsten Spielklasse, der heutigen Süper Lig, und zählte acht Jahre zu den ständigen Mitgliedern der Liga. Anschließend verlor der Verein den Anschluss an Fenerbahçe, Beşiktaş und Galatasaray. Im Sommer 1971 stieg man in die zweithöchste Spielklasse, die heutige TFF 1. Lig, ab, schaffte aber sofort den Wiederaufstieg. Bis Anfang der 1990er Jahre war Beykoz mit kurzen Unterbrechungen ständiges Mitglied der TFF 1. Lig. Verstärkt durch die Gründung zahlreicher anatolischer Mannschaften, die regional zunehmend erstarkten, und dem Wandel in der Bezirksbevölkerung verlor der Klub an Bedeutung. Nach 1991 spielte der Verein bis zum Sommer 2011 abwechselnd dritt- oder viertklassig und stieg im Sommer in die regionale Amateurliga ab und verabschiedete sich vom türkischen Profifußball.
In den 1990er Jahren wurde der Verein von der Sümerbank Finanzgruppe aufgekauft und hieß lange Zeit Sümerbank Beykozspor.

## Ligazugehörigkeit
- 1. Liga: 1958–1966
- 2. Liga: 1966–1971, 1972–1979, 1980–1984, 1986–1991
- 3. Liga: 1971–1972, 1979–1986, 1984–1986, 2007–2008
- 4. Liga: 2001–2007, 2009–2011
- Regionale Amateurliga: seit 2011

## Rekordspieler
| Rang                 | Name               | Einsätze | Zeitraum  |
| -------------------- | ------------------ | -------- | --------- |
| 01.                  | Şirzat Dağcı       | 195      | 1959–1966 |
| 02.                  | İsmail Alemdaroğlu | 152      | 1959–1966 |
| 03.                  | Aydın Sümer        | 126      | 1959–1966 |
| 04.                  | Sıtkı Taşer        | 120      | 1959–1966 |
| 05.                  | Ziya Baydar        | 118      | 1959–1965 |
| 05.                  | Nihat Akbay        | 118      | 1961–1967 |
| 06.                  | Abdullah Matay     | 109      | 1959–1963 |
| 07.                  | Aleko Yordan       | 104      | 1960–1964 |
| 08.                  | Nusret Dalkıran    | 102      | 1959–1963 |
| 09.                  | Erol Türkmen       | 101      | 1959–1966 |
| 10.                  | Cevdet Çetinkaya   | 90       | 1961–1965 |
| Stand: 12. März 2016 |                    |          |           |

| Rang                 | Name               | Tor | Einsätze | Tor/Spiel |
| -------------------- | ------------------ | --- | -------- | --------- |
| 01.                  | Şirzat Dağcı       | 52  | 195      | 0,27      |
| 02.                  | Abdullah Matay     | 26  | 109      | 0,24      |
| 03.                  | Aleko Yordan       | 19  | 104      | 0,18      |
| 04.                  | Erol Türkmen       | 16  | 101      | 0,16      |
| 04.                  | Nusret Dalkıran    | 16  | 102      | 0,16      |
| 05.                  | Cemal Topaloğlu    | 14  | 53       | 0,26      |
| 05.                  | Erol Orhon         | 14  | 54       | 0,26      |
| 06.                  | Yılmaz Gökdel      | 12  | 71       | 0,17      |
| 07.                  | Niyazi Camgöz      | 10  | 89       | 0,11      |
| 08.                  | Orhan Atmacan      | 7   | 56       | 0,13      |
| 08.                  | Ziya Baydar        | 7   | 118      | 0,06      |
| 09.                  | Ali Bıyıklı        | 6   | 26       | 0,23      |
| 09.                  | Cevdet Çetinkaya   | 6   | 90       | 0,07      |
| 10.                  | Rıdvan Saraçoğlu   | 5   | 45       | 0,11      |
| 10.                  | İsmail Alemdaroğlu | 5   | 152      | 0,03      |
| Stand: 12. März 2016 |                    |     |          |           |

## Ehemalige bekannte Spieler
| - Nihat Akbay 2 - İsmail Alemdaroğlu - Cenk Ahmet Alkılıç - Orhan Atmacan - Ziya Baydar - Ali Bıyıklı - Niyazi Camgöz - Fahrettin Cansever - Cevdet Çetinkaya - Mecnur Çolak - Şirzat Dağcı - Nusret Dalkıran | - Mehmet Ekerbiçer - Refii Erkal - Yılmaz Gökdel - Garbis Gugin - Taner Gülleri - Zeki Günel 1, 2 - Mustafa Güven - Mehmet Ali Has - Burhan Işın 2 - Kıvanç Karakaş - Abdullah Matay - Zafer Öğer | - Bahadır Olcayto - Kamuran Olcayto - Hasan Önal - Rıdvan Saraçoğlu - Aydın Sümer - Sıtkı Taşer - Cemal Topaloğlu - Erol Türkmen - Nusret Ülük - Güven Varol - Aleko Yordan 2 - Mustafa Yürür |

## Ehemalige Trainer (Auswahl)
- İbrahim Tusder (September 1952 – Februar 1953)
- László Székely (Fußballspieler) (Dezember 1958)[2]
- İbrahim Tusder (August 1959 – Februar 1960)
- Bülent Giz (Juli 1964 – Juni 1966)
- Adnan Dinçer (Januar 1982 – Oktober 1982)
- Öner Kılıç (November 1992 – Mai 1995)
- Timuçin Cuğ (Juli 1997 – Oktober 1997)
- Turgut Kafkas (Oktober 1997 – Mai 1998)
- Tolgay Kerimoğlu (November 1998 – Januar 1999)
- Kadir Akbulut (Dezember 2003 – Mai 2005)
- Ergun Ortakçı (September 2005 – Februar 2006)
- Şenol Fidan (Juli 2006 – November 2006)
- Ergun Ortakçı (November 2006 – Mai 2009)
- Cafer Aydın (November 2009 – Dezember 2009)
- Nezihi Tosuncuk (November 2012 – März 2013)